# Aromobates walterarpi
Aromobates walterarpi es una especie de anfibio anuro de la familia Aromobatidae.

## Distribución geográfica
Esta especie es endémica del estado de Mérida en Venezuela. Habita en Piñango a 2325 metros sobre el nivel del mar.

## Etimología
Esta especie lleva el nombre en honor a Walter Arp.

## Publicación original
- La Marca & Otero López, 2012 : Rediscovery of the types of Colostethus meridensis, with description of a related new species and redescription of Aromobates mayorgai (Amphibia: Anura: Dendrobatidae). Herpetotropicos, vol. 7, p. 55-74[3]